# Cadillac Sixteen
La Cadillac Sixteen è una concept car presentata nel 2003 dalla Cadillac.

## Il contesto
Per la creazione della Sixteen, i progettisti della Cadillac si sono ispirati alla Cadillac V16 del 1930 e alla Eldorado del 1967. Ulteriori spunti sono stati presi da un concorso indetto dal vice presidente della General Motors Robert Lutz.

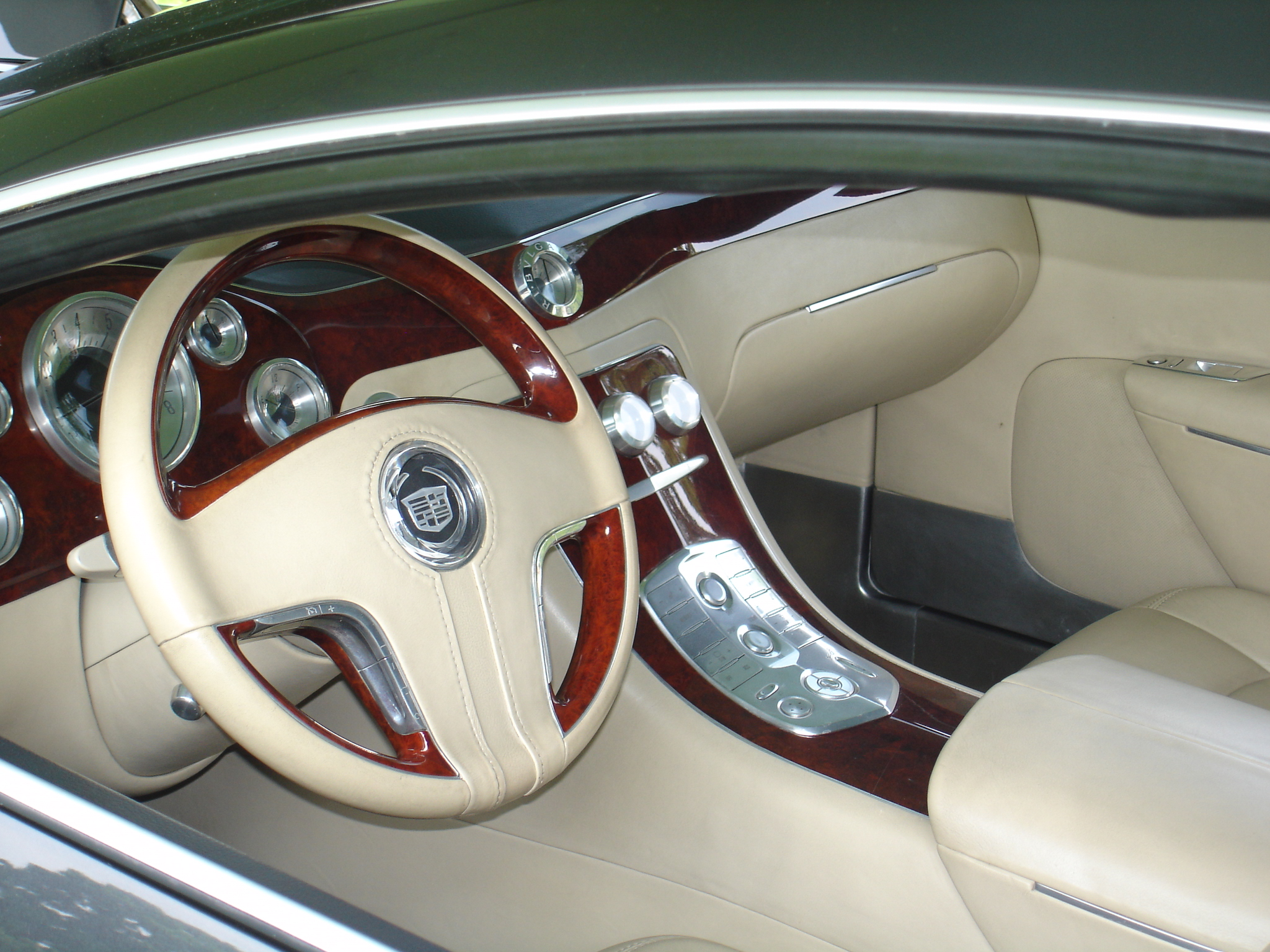
Posto di guida della vettura

La vettura non è mai entrata in produzione di serie, ma alcune versioni della Cadillac CTS hanno preso spunto dalla Sixteen.
Il veicolo è equipaggiato con un motore V16 a 32 valvole di 13,6 litri abbinato con un cambio automatico a quattro marce e ad un controllo elettronico della trazione. Nonostante manchi qualsiasi tipo di induzione forzata, il propulsore raggiunge una potenza di 1000 CV. Il peso è di 2270 kg.
La vettura sfrutta la tecnologia Active Fuel Management per impiegare la giusta quantità di carburante in base alla situazione.
Sul volante del veicolo è presente il logo Cadillac realizzato in cristallo e sul cruscotto è stato inserito un orologio Bulgari.